# Nisueta affinis
Nisueta affinis là một loài nhện trong họ Sparassidae.
Loài này thuộc chi Nisueta. Nisueta affinis được Embrik Strand miêu tả năm 1906.